# Ah! Sposiamoci subito!
Ah! Sposiamoci subito! (The Poor Simp) è un film muto del 1920 diretto da Victor Heerman. Sceneggiato da Sarah Y. Mason su un soggetto firmato da J. Shakespeare Sap, fu prodotto da Lewis J. Selznick per la Selznick Pictures Corporation. Il film aveva come interpreti Owen Moore, Nell Craig, Harry L. Rattenberry, Vera Lewis, Herbert Prior, Lassie Young, Tom Kennedy, Douglas Carter, Maxfield Stanley.

## Trama

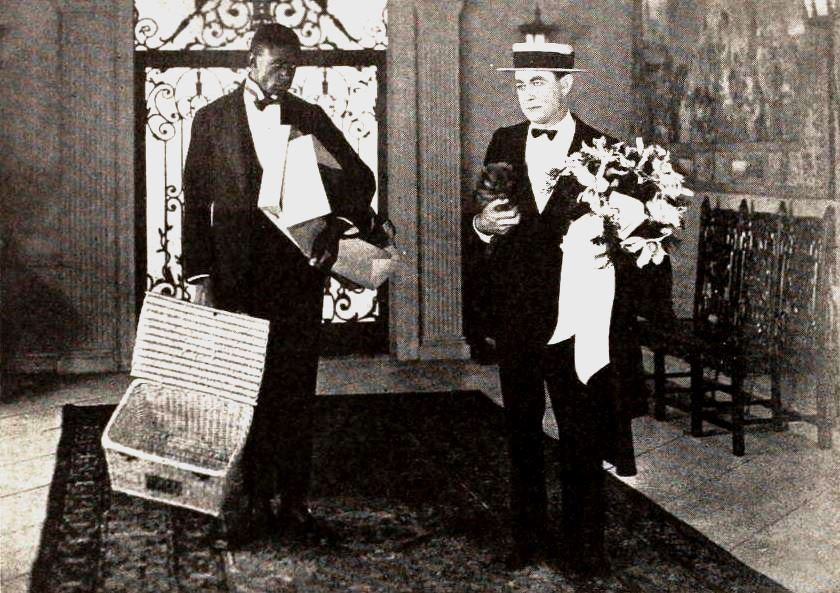
Douglas Carter e Owen Moore

Il timido e imbranato Melville G. Carruthers si presenta alla sua bella per dichiararsi, ma riesce soltanto a farfugliare qualche parola e a consegnarle il mazzo di fiori che le ha portato (e che, lungo la strada, aveva strapazzato nervosamente, strappandogli gran parte dei petali). Grace, la ragazza, non può fare a meno di ridere di lui e Melville, sempre più depresso, si rifugia in un bar per annegare nell'alcol i suoi pensieri cupi. Il locale non è tra quelli più tranquilli: vi scoppia una rissa nella quale viene coinvolto anche il povero Melville. Quando si risveglia, il giovanotto si trova nel proprio appartamento insieme a una ragazza di cabaret, Sadie Kelly. All'arrivo di Grace e di sua madre, lui non sa spiegare la presenza di Sadie e Grace, furiosa, se ne va sbattendo la porta. Definitivamente demoralizzato, Melville sprofonda nella disperazione tanto che il suo amico, il dottor Crawford, gli diagnostica una temporanea pazzia. Secondo il medico, l'unico modo per scuotere Melville dai suoi propositi suicidi è quello di fargli credere che sia lui che Grace siano in pericolo. Così si inventa una complicata storia e ingaggia degli uomini per minacciarlo. Gli spedisce anche delle lettere minatorie e gli piazza in casa una bomba. Intanto, Sadie è riuscita a convincere Grace che Melville è innocente e che la ama. Lei, allora, gli telefona per comunicargli i preparativi per le nozze. Melville è talmente felice che tutto si sia concluso bene che si dimentica di tutte le minacce. Ma le manovre di Crawford, ignaro della felice conclusione della storia, non si fermano: in cucina appare un "cadavere" e alcuni manigoldi rapiscono Melville. Riuscito a scappare, il giovane si rifugia in casa di Grace, dove fervono i preparativi per le nozze imminenti. Ma il suo aspetto sconvolto e il suo comportamento fanno credere alla ragazza che il fidanzato sia ancora preda della follia. Spaventata, lo manda via. I due si incontrano più tardi per strada: Melville, questa volta, riesce a convincerla di non essere matto e, insieme, si affrettano alla volta di una chiesetta lì vicino.

## Produzione
La lavorazione del film, prodotto dalla Selznick Pictures Corporation, durò da aprile a fine luglio o inizio agosto del 1920. Secondo il Wid’s Daily dell'11 agosto 1920, il titolo venne temporaneamente cambiato in Love Is an Awful Thing. Il nome di J. Shakespeare Sap, che appare come autore del soggetto, non compare accreditato in nessun altro film.

## Distribuzione
Il copyright del film, richiesto dalla Selznick Pictures Corp., fu registrato il 30 agosto 1920 con il numero LP15567.
Distribuito dalla Select Pictures Corporation e presentato da Lewis J. Selznick, il film uscì nelle sale cinematografiche statunitensi il 20 agosto 1920, riscuotendo un buon successo di pubblico e una buona resa al botteghino
In Italia, fu distribuito nel 1924 dalla Selznich Pictures con il visto di censura numero 19155.
Non si conoscono copie ancora esistenti della pellicola che viene considerata presumibilmente perduta.